# Heteroscodra pachypoda
Heteroscodra pachypoda är en spindelart som först beskrevs av Embrik Strand 1908.  Heteroscodra pachypoda ingår i släktet Heteroscodra och familjen fågelspindlar.
Artens utbredningsområde är Kamerun. Inga underarter finns listade i Catalogue of Life.